# M325 (軍用車両)
M325 ヌンヌン コマンドカー（M325 Nun-Nun Command Car）は、イスラエルで開発、運用された軍用車両である。

## 概要
M325は、イスラエルのオートモーティブ・インダストリーズ社（AIL社）によって、ダッジ パワーワゴンをベースに開発された四輪駆動の中型軍用車である。1970年-1993年まで、イスラエル国防軍（IDF）によって使用された。イスラエル軍では以前から、ダッジ ウェポンキャリア、およびダッジ パワーワゴンを使用しており、これらの後継車両として開発されたものである。ヘブライ語で"ウェポンキャリア"を表す言葉の頭文字から、"ヌンヌン"（נ.נ.）というニックネームが付けられている。
AIL社では、M325を開発する前から、ダッジ M601 パワーワゴンのライセンス生産を手掛けており、イスラエル軍に車両を供給していた。1970年に、これまで使用していたダッジ パワーワゴン、ダッジ ウェポンキャリアを更新するため、M325が開発された。この車両は、ダッジ M601のシャーシにクライスラーのエンジンを搭載し、AIL社製の車体を載せたものであった。初期に生産されたモデルは、フロントグリルの格子が縦方向で、円形のヘッドランプを持っており、後期に生産されたモデルでは、フロントグリルの格子が横方向になり、ヘッドランプは長方形の形状になっている。また、後期モデルでは、ディスクブレーキやパワーステアリング、ウインチの追加装備などのアップグレードが行われている。

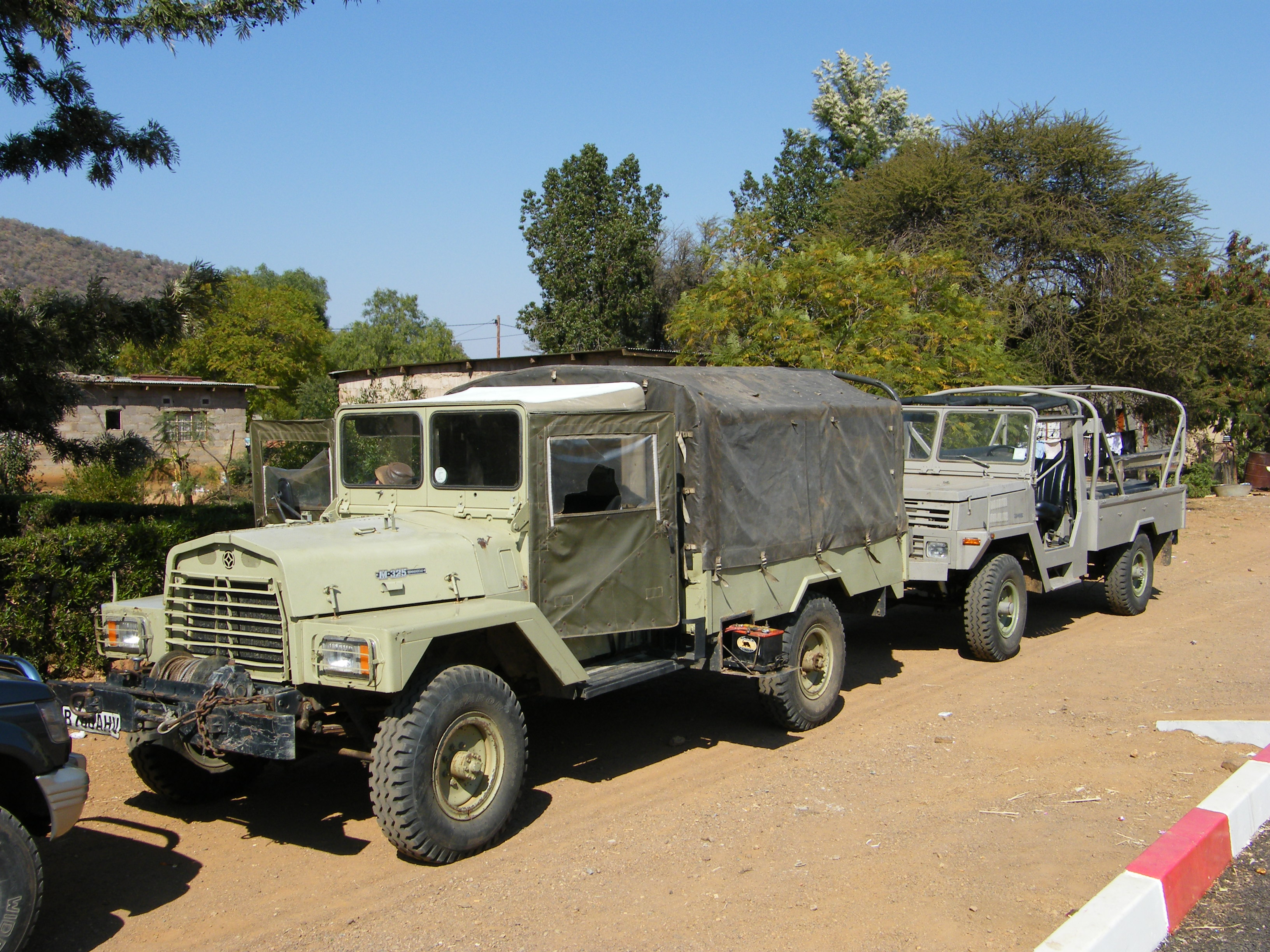
M325後期型とM462 Abir
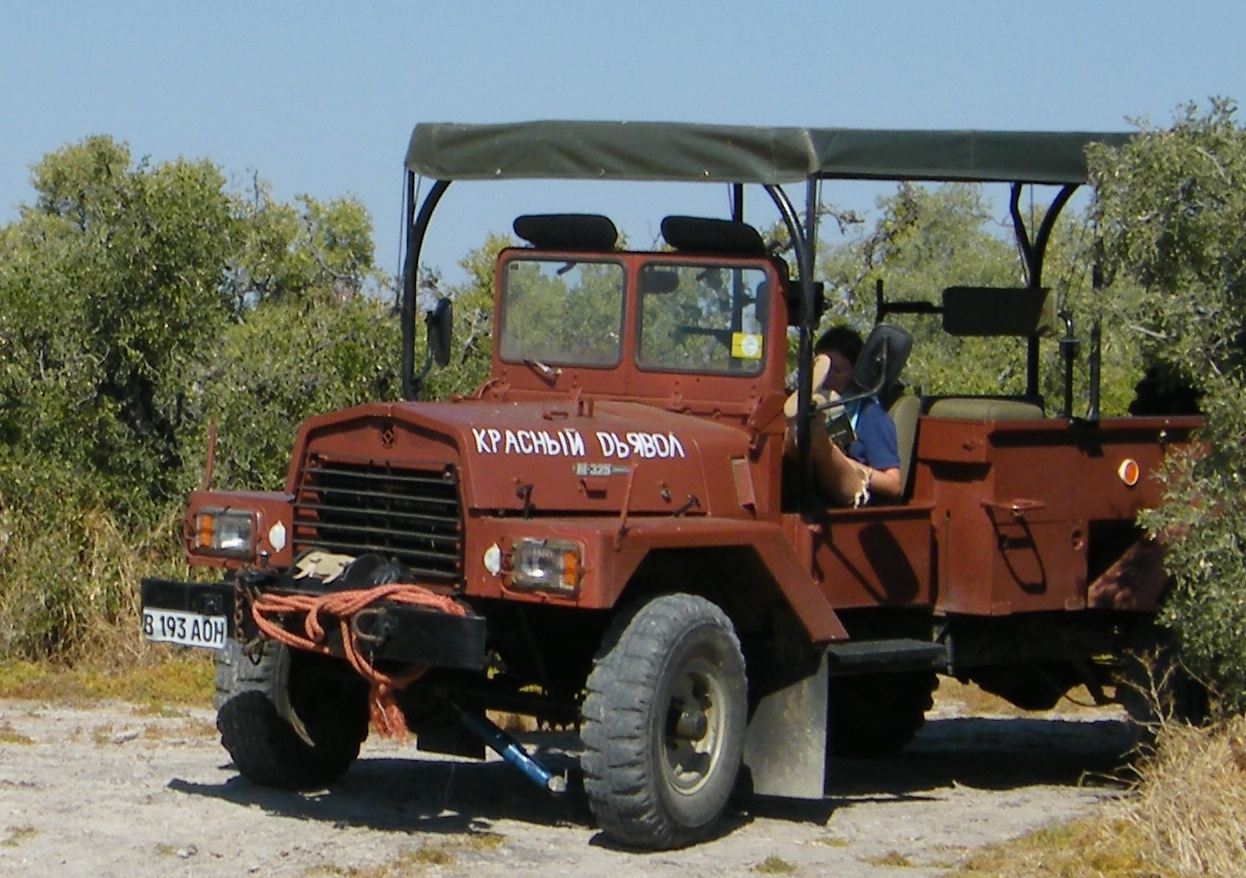
民間に払い下げられたM325後期型
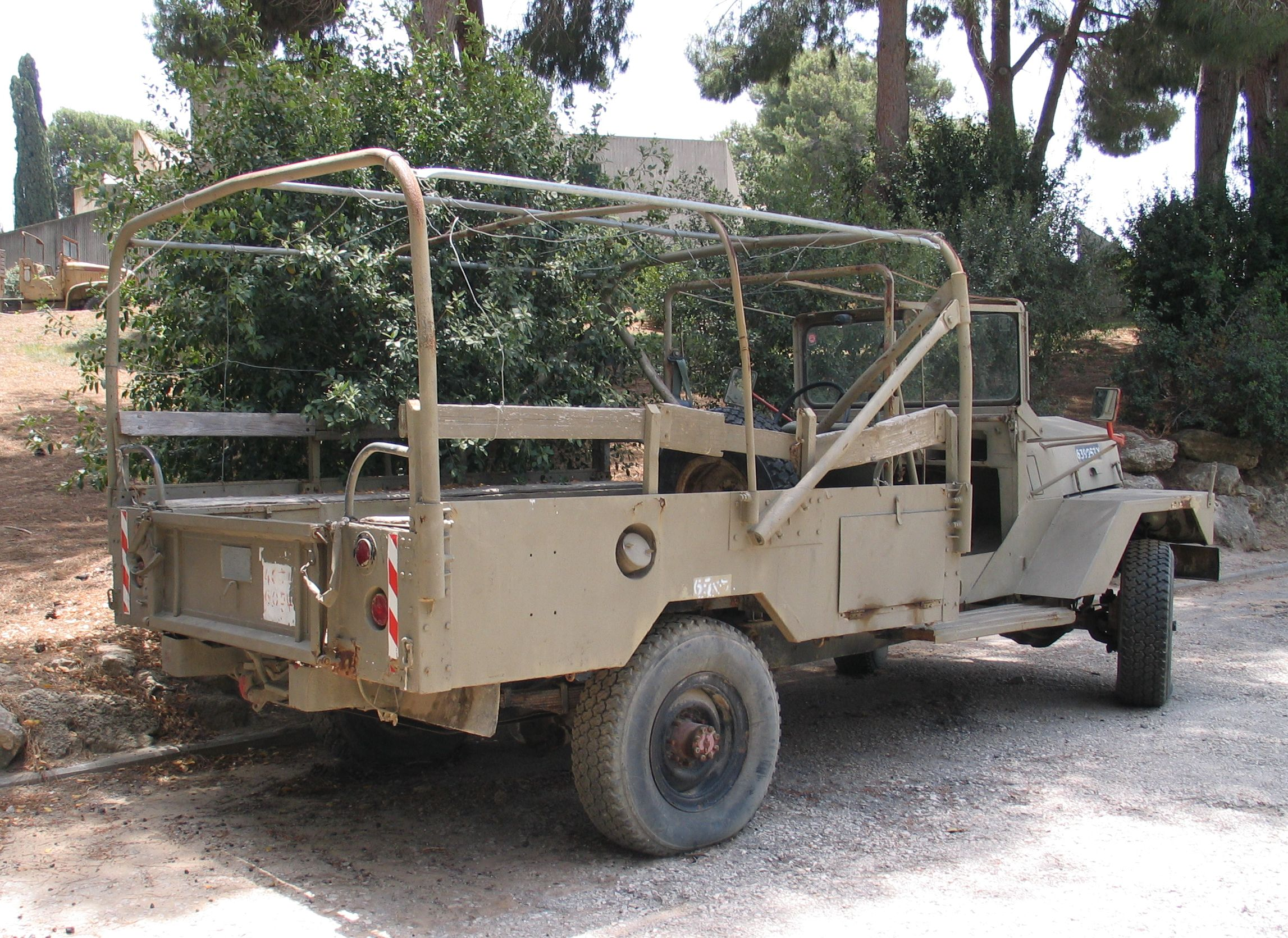
M325の車体後部

## 戦歴
M325 ヌンヌンは、1970年からイスラエル軍への装備が開始されたため、1973年の第四次中東戦争、および1970年代-80年代に掛けてのレバノン南部を舞台にした紛争で使用されている。また、M325は、レバノン内戦時のイスラエルの友好勢力である南レバノン軍にも供与されており、2000年に同軍が崩壊した後は装備を接収したレバノン国軍が使用している。
M325は1993年に前線装備から外され、後継として同じAIL社製の、M462 Abir が配備され、使用されている。ただし、イスラエル軍でM325と同年代に使用されていた小型軍用車のM151が、それよりやや大型のハンヴィーに更新されたため、従来のM325の役割の一部は、ハンヴィーにも引き継がれていると考えられる。
退役したM325は民間に払い下げられ、現在もイスラエル国内などでその姿を見る事ができる。また、M325は、南米やアフリカなどの数ヶ国に輸出され、軍用車両として使用されている。

## 使用国
- イスラエル
- レバノン - 南レバノン軍が使用。
- ボツワナ
- チリ
- ケニア
- ペルー